# Иаков (епископ Владимирский)
Епископ Иаков — епископ Владимирский, Суздальский и Нижегородский в 1288—1295 годах. 

## Биография
Иаков был поставлен на кафедру в киевском Софийском соборе митрополитом Максимом в 1288 г., но в 1295 г. митрополит, посетив лично Владимир, за какую-то вину лишил Иакова кафедры и посвятил на его место епископа Симеона. 